# Olli Remes

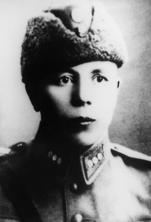
Olli Remes.

Olavi "Olli" Remes, född den 8 september 1909 i Idensalmi landskommun, död den 31 januari 1942, var en finländsk längdåkare som tävlade på 1930-talet.
Remes deltog i VM 1934 i Sollefteå där han slutade på tredje plats på 50 kilometer. Hann vann silver under olympiska vinterspelen 1936 i Garmisch-Partenkirchen i lagtävlingen i demonstrationssporten Militärpatrull.